# Dziemianka
Dziemianka – dawny zaścianek. Tereny, na których był położony, leżą obecnie na Białorusi, w obwodzie witebskim, w rejonie postawskim, w sielsowiecie Łyntupy.

## Historia
W czasach zaborów wieś w gminie Łyntupy, w powiecie święciańskim Imperium Rosyjskiego. W 1866 roku miała 4 dusze rewizyjne, należała do dóbr skarbowych Łyntupy. W 1905 roku zaścianek liczył 11 mieszkańców, 24 dziesięciny.
W dwudziestoleciu międzywojennym zaścianek leżał w Polsce, w województwie wileńskim, w powiecie święciańskim, w gminie Łyntupy.
W 1931 w 2 domach zamieszkiwało 15 osób.
Miejscowość należała do parafii rzymskokatolickiej w Łyntupach. Podlegała pod Sąd Grodzki w Łyntupach i Okręgowy w Wilnie; właściwy urząd pocztowy mieścił się w Łyntupach.